# Самодуровское сельское поселение
Самодуровское сельское поселение — муниципальное образование в Поворинском районе Воронежской области.
Административный центр — село Самодуровка.

## Административное деление
В состав поселения входят:
- село Самодуровка,
- посёлок Моховое.